# Agrilus pinii
Agrilus pinii es una especie de insecto del género Agrilus, familia Buprestidae, orden Coleoptera.
Fue descrita científicamente por Gestro, 1877.